# Samostrilî, Koreț
Samostrilî (în ucraineană Самостріли) este localitatea de reședință a comunei Samostrilî din raionul Koreț, regiunea Rivne, Ucraina.

## Demografie
Componența lingvistică a localității Samostrilî
     Ucraineană (99,01%)
     Alte limbi (0,8%)
Conform recensământului din 2001, majoritatea populației localității Samostrilî era vorbitoare de ucraineană (99,01%), existând în minoritate și vorbitori de alte limbi.